# 96-я горнострелковая дивизия
96-я горнострелковая дивизия — воинское соединение Вооружённых сил СССР, принимавшее участие в Великой Отечественной войне. Боевой период: с 22 июня 1941 года по 9 сентября 1941 года.

## История формирования дивизии
История дивизии восходит корнями к 96-й Подольской территориальной стрелковой дивизии, сформированной в Виннице в декабре 1923 г. В 1931 г. эта дивизия была переведена на кадровую основу. В 1939 г. она участвовала в походе на Западную Украину в составе 17-го стрелкового корпуса 6-й армии Украинского фронта. 6 октября 1939 г. была отведена на новую государственную границу по линии Олешице — Молодыча и сосредоточена в Краковце.
В апреле 1940 дивизия была переформирована в горнострелковую, а в декабре передислоцирована на румынскую границу.

### Участие в операциях и битвах
На 22 июня 1941 г. входила в состав 17-го ск 12-й армии Юго-Западного фронта.
- Приграничные сражения в Молдавии — с 22 по 26 июня 1941 года.

Утром 24 июня дивизия вместе со 60-й гсд контратаковала противника в направлении Волчинцев, отбросив его за госграницу.
25 июня 96 гсд вместе со своим корпусом была переподчинена 18-й армии Южного фронта. 26 числа она заняла оборону на рубеже Селетин — Обер Петреуц, штаб дивизии расположился в Сторожинце. 3 июля 18-я армия, прикрывая отход левого крыла Юго-Западного фронта, начала перегруппировку с целью дальнейшего усиления обороны. 96 гсд, располагавшаяся на правом фланге корпуса, отошла на рубеж Жадова — пст. Петричени. 5 июля 17-й ск продолжил отвод частей 96, 60-й и 164-й стрелковых дивизий на новый оборонительный рубеж Гуков, р. Збруч до впадения в р. Днестр, по р. Днестр до Калачковцев, Липкан и далее по р. Прут до Лопатник. 7 июля дивизия начала отход в новый район сосредоточения на реке Ушица и к ночи вышла на рубеж Балин — Шатава.
Согласно справке штаба Южного фронта о боевом и численном составе войск фронта по состоянию на 12 июля 1941 г., личный состав 96 гсд насчитывал 12 463 человека, в её распоряжении имелось 199 автомашин (из них 130 грузовых и 12 тракторов), 5 бронемашин, 5 мотоциклов и 6280 лошадей. На её вооружении состояло 10 031 винтовок, 110 станковых пулемётов, 361 автомат и ручной пулемёт, 16 зенитных пулемётов, 24 122-мм, 32 76-мм и 17 37- и 45-мм орудий, а также 120 миномётов (107- и 120-мм).
14 июля 18-я армия обороняла рубеж Володиевцы-Курашовцы-Рудковцы и далее по Днестру до Грушки. 96 гсд занимала позиции, имея на фронте Володиевцы. 16 числа противник попытался переправиться через Днестр в районе Калюса, Садковцев и Сороки, однако армия пресекла эти попытки. В районе Суповки и х. Аркадия передовой отряд 96 гсд при поддержке артиллерии нанёс значительные потери батальону противника. 19 июля 18 мк и 96 гсд продолжали вести бои с прорвавшимися из района Жмеринки мотомехчастями немцев в районе Печар, Красного и Ярошенко. 20 числа дивизия главными силами вышла на рубеж Мурафа — Шаргород. Возле Дзялова 651-й полк дивизии разгромил 229-й пехотный полк 101-й пехотной дивизии немцев, захватив штаб полка с документами и автомашины. Потери дивизии за этот день составили 120 человек убитых и раненых. К утру 21 числа дивизия заняла рубеж Рахны-Лесовые — Кичмань.
К исходу 23 июля дивизия, продолжавшая выполнять директиву фронта об отводе войск 18-й армии на новые рубежи, вышла к Кирнасовке. 25 июля она вела бои с прорвавшимися частями немцев возле Тростянца и рощи западнее Буды.
9 сентября 1941 г. дивизия была переформирована в стрелковую.

## Полное наименование дивизии
96-я Винницкая горнострелковая дивизия им. Я. Ф. Фабрициуса.

## Командиры
- Белов, Павел Алексеевич (10.1940 — 21.03.1941), генерал-майор
- Шепетов, Иван Михайлович (22.03.1941 — 09.09.1941), полковник

## Состав
- 43-й горнострелковый полк
- 155-й горнострелковый полк
- 209-й горнострелковый полк
- 651-й горнострелковый полк
- 146-й лёгкий артиллерийский полк
- 593-й гаубичный артиллерийский полк
- 63-й отдельный истребительно-противотанковый дивизион
- 258-й отдельный зенитный артиллерийский дивизион
- 33-й миномётный батальон
- 256-й кавалерийский эскадрон
- 87-й сапёрный батальон
- 17-й отдельный батальон связи
- 115-й артиллерийский парковый дивизион
- 56-й медико-санитарный батальон
- 132-я автотранспортная рота
- 164-я полевая почтовая станция
- 362-я полевая касса Госбанка

## Подчинение
| Дата          | Фронт (округ)      | Армия      | Корпус (группа)        |  |
| ------------- | ------------------ | ---------- | ---------------------- |  |
| c 22.06.1941  | Юго-Западный фронт | 12-я армия | 17-й стрелковый корпус |  |
| c 25.06.1941  | Южный фронт        | 18-я армия | 17-й стрелковый корпус |  |
| на 01.09.1941 | Южный фронт        | 18-я армия |                        |  |

## Отличившиеся воины
- Миклей, Геннадий Валерьевич, майор, командир 209-го горнострелкового полка.
- Шепетов, Иван Михайлович, генерал-майор, командир дивизии.